# Adelfia
Adelfia község (comune) Olaszország Puglia régiójában, Bari megyében.

## Fekvése
Baritól délre fekszik, a Murgia-fennsíkon.

## Története
Adelfia központját két, évekig független falu alkotja (Canneto és Montrone). Cannetót a Robert Guiscard által vezetett normannok alapították 1080 és 1090 között az ősi Celiae település romjain, melyet az itt talált régészeti leletek szerint a 4. század során alapítottak. Montrone falut 980-ban alapították görög telepesek. A középkor során a két település hűbéri birtok volt. 1806-ban, Két Szicília Királyságának adminisztrációs reformja következtében önállóak lettek, majd 1927-ben egyesültek Adelfia név alatt, mely a görög adelphós szóból ered, jelentése pedig testvériség.

## Népessége
A lakosság számának alakulása:

## Főbb látnivalói
- Castello Marchesale di Montrone - 14. századi nemesi vár.
- Santa Maria del Principio a Montrone-templom - a 11. században épült román stílusban.
- Maria SS. della Stella di Canneto-templom - a 12. században épült.
- Madre di Montrone-templom - a 18. században épült.
- Torre Normanna di Canneto - 12. századi őrtorony.